# Jean Deprun
Jean Deprun, né le 8 février 1923 au Mans et mort le 1er février 2006 à Versailles, est un historien français de la philosophie.

## Biographie
Ancien élève de l'École normale supérieure (promotion 1943 Lettres) et reçu 1er à l'agrégation de philosophie en 1948, il a enseigné en classes préparatoires au lycée Thiers de Marseille, où il a succédé à Marc Soriano et a eu comme étudiant Roger Duchêne. Il a été ensuite nommé au lycée Louis-le-Grand, à Paris, avant d'être élu professeur à l'Université d'Aix-Marseille, puis à l'Université de Paris I Panthéon-Sorbonne.

## Publications

### Études
- « Sade et le rationalisme des Lumières », Raison présente, 1967, 3, p. 75-90.
- « Les anti-Lumières », in Histoire de la philosophie. 2, De la Renaissance à la révolution kantienne, sous la dir. d'Yvon Bélaval, coll. « Encyclopédie de la Pléiade », Gallimard, 1973, p. 717-727.
- « La Mettrie et l'immoralisme sadien », Annales de Bretagne, 1976, 83, p. 745-750.
- « Quand Sade récrit Fréret, Voltaire et d'Holbach », Obliques, 1977, 12-13, p. 263-266.
- La philosophie de l'inquiétude en France au XVIIIe siècle, Paris, Vrin, 1979, 454 p.[5]
- La passion de la raison : hommage à Ferdinand Alquié, publié sous la dir. de Jean-Luc Marion ; avec la collab. de Jean Deprun, Paris, Presses universitaires de France, coll. « Épiméthée », 1983, XXII-458 p.
- De Descartes au romantisme : études historiques et thématiques, Paris, Vrin, coll. « Vrin reprise », 1987, 198 p. [recueil de textes parus entre 1965 et 1984].
- « Comment l'Être suprême entra dans la Bible », in Le Grand Siècle et la Bible, sous la dir. de Jean-Robert Armogathe, Paris, Beauchesne, 1989, p. 315-323.
- « Fontenelle, Rousseau et la casuistique du mensonge », in Fontenelle : actes du colloque tenu à Rouen du 6 au 10 octobre 1987, publiés par Alain Niderst, Paris, Presses universitaires de France, 1989, p. 423-431.

### Éditions
- Boris M. Teplov, Psychologie des aptitudes musicales, trad. par Jean Deprun, Paris, Presses universitaires de France, coll. « Bibliothèque scientifique internationale. Section Psychologie », 1966, 418 p.
- Maurice Merleau-Ponty, L'union de l'âme et du corps chez Malebranche, Biran et Bergson : notes prises au cours de Maurice Merleau-Ponty à l'École normale supérieure (1947-1948), recueillies et rédigées par Jean Deprun, Paris, Vrin, coll. « Bibliothèque d'histoire de la philosophie », 1968, 131 p. [nouvelle éd. revue et augmentée d'un fragment inédit en 1978].
- Jean Meslier, Œuvres complètes, sous la dir. de Roland Desné ; notes par Jean Deprun [et al.], Paris, Éd. Anthropos, 1970-1972, 3 vol.
  - Prix Dumas-Millier de l’Académie française en 1972, avec Albert Soboul et Roland Desné.
- Baron d'Holbach, Le bon sens ou Idées naturelles opposées aux idées surnaturelles, Paris, Éd. rationalistes, coll. « Lumières de tous les temps », 1971, XXXII-267 p.
- Diderot, Œuvres complètes. 25, Essai sur les règnes de Claude et de Néron : idées VII, éd. critique et annotée présentée par Jean Deprun [et al.], Paris, Hermann, 1986, 510 p.
- Jean-Jacques Rousseau, Discours sur l'origine de l'inégalité, présentation et commentaires de Jean-François Braunstein ; préf. de Jean Deprun, Paris, Nathan, coll. « Les intégrales de philo, 1990, 159 p.
- Sade, Œuvres. 1, éd. établie par Michel Delon, Paris, Gallimard, coll. « Bibliothèque de la Pléiade », 1990, LXXXV-1 363 p. [introduction par J. Deprun : « Sade philosophe »].
- Sade, Œuvres. 3, éd. établie par Michel Delon ; avec la collab. de Jean Deprun, Paris, Gallimard, coll. « Bibliothèque de la Pléiade », 1998, XXII-1 638 p.